# 巴宜区
巴宜区（はぎ-く）は中華人民共和国チベット自治区ニンティ市の市轄区。チベット自治区東南部、ヤルンツァンポ川北岸、ニャンチュ川下流に位置する。区政府所在地は八一鎮。
旧名のニンティはチベット語で「太陽の宝座」を意味する。
1959年9月に則拉宗・徳林宗・貢穆宗の3宗が合併して成立した。成立時の政府所在地は尼池村で林芝専署に直属だった。1964年に林芝専署が廃止されラサ市の管轄に、1986年には林芝地区が成立して現在に至る。2005年10月9日に政府所在地が林芝鎮から八一鎮へ遷った。
2015年3月18日、ニンティ地区のニンティ市への昇格とともに、ニンティ県から市轄区の巴宜区に改編された。

## 行政区画
2街道、4鎮、2郷、1民族郷を管轄：
- 街道：白瑪崗街道、覚木街道
- 鎮：ニンティ鎮（林芝鎮）、百巴鎮、八一鎮、魯朗鎮
- 郷：布久郷、米瑞郷
- 民族郷：更章メンパ族郷

## 交通

### 鉄道
- 中国国家鉄路集団
  - ラサ・ニンティ鉄道

### 道路

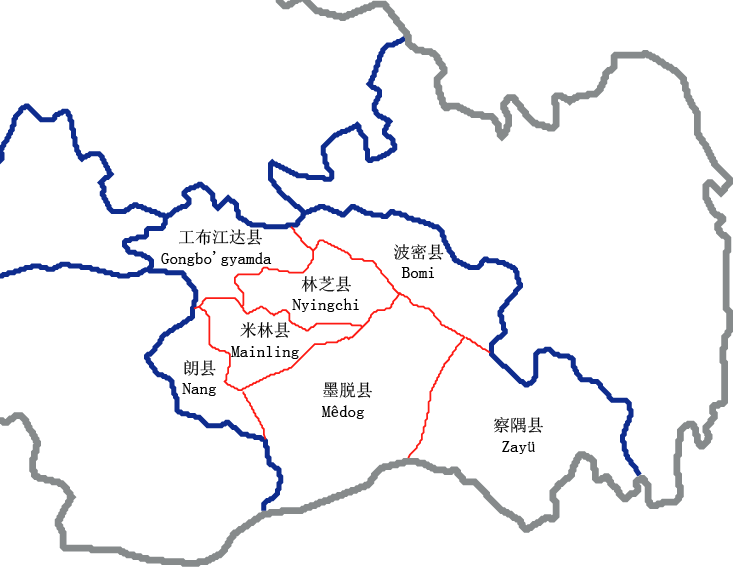
ニンティ市の行政区分

- 高速道路
  -  雅葉高速道路（中国語版）
  -  林米高速道路
- 国道
  - G318国道